# Kaiserpfalz, Burgenland
Kaiserpfalz là một đô thị thuộc huyện Burgenland, bang Sachsen-Anhalt, Đức. Đô thị Kaiserpfalz, Burgenland có diện tích 41,09 km², dân số thời điểm ngày 31 tháng 12 năm 2006 là 1889 người. Đô thị này được lập trên cơ sở sáp nhập các đô thị Bucha, Memleben và Wohlmirstedt vào ngày 1 tháng 7 năm 2009.